# Conor MacNeill
Conor MacNeill né le 4 juillet 1988 à West Belfast dans le comté d'Antrim (Irlande du Nord) est un acteur de télévision et de cinéma.

## Filmographie
- 2008 : Peacefire
- 2008 : La Guerre de l'ombre (Fifty Dead Men Walking)
- 2008 : La Cité de l'ombre
- 2009 : Cherrybomb
- 2010 : An Crisis
- 2012 : Saving The Titanic de Maurice Sweeney : Frank Bell
- 2017 : The Current War : Les Pionniers de l'électricité (The Current War) d'Alfonso Gomez-Rejon : William Kemmler
- 2020 : Artemis Fowl de Kenneth Branagh : un lieutenant des Goblins
- 2020 : Industry (série télévisée)
- 2022 : Operation Fortune: Ruse de guerre de Guy Ritchie : Bodhi
- 2023 : In the Land of Saints and Sinners de Robert Lorenz : Conan McGrath
- 2025 : Outlander: Blood of My Blood : Ned Gowan